# Warning (Metal-Band)
Warning war eine englische Doom-Metal-Band, die 1994 von Patrick Walker in Harlow (Essex) gegründet wurde. Prägend ist für die Band neben dem melodiösen, schwerfälligen Doom vor allem Walkers eindringliche Stimme. Mit dem Debütalbum The Strength To Dream von 1999 erreichten sie einen gewissen Kultstatus in der Szene, lösten sich jedoch nach einer Europa-Tour 2001 mit Jack Frost auf. 2005 fand die Band wieder zusammen, um auf dem deutschen Doom-Shall-Rise-Festival zu spielen und veröffentlichte 2006 ein neues Album, Watching From A Distance.
Im Januar 2009 gab die Band ihre endgültige Auflösung bekannt. Danach erschienen noch die EP Bridges beim deutschen Label Cyclone Empire sowie The Demo Tapes, eine Kompilation der beiden Demos. Patrick Walker gründete anschließend 40 Watt Sun.

## Diskografie
- 1996: Revelation Looms (Demo)
- 1997: Blessed By Sabbath (Demo)
- 1999: The Strength To Dream (The Miskatonic Foundation)
- 2006: Watching From A Distance (The Miskatonic Foundation)
- 2010: Bridges (EP, Cyclone Empire)
- 2011: The Demo Tapes (Kompilation, Svart Records)